# Battle Ground (Washington)
Battle Ground é uma cidade localizada no estado norte-americano de Washington, no Condado de Clark.

## Demografia
Segundo o censo norte-americano de 2000, a sua população era de 9296 habitantes. 
Em 2006, foi estimada uma população de 13.399, um aumento de 4103 (44.1%).

## Geografia
De acordo com o United States Census Bureau tem uma área de 
9,4 km², dos quais 9,4 km² cobertos por terra e 0,0 km² cobertos por água. Battle Ground localiza-se a aproximadamente 83 m acima do nível do mar.

## Localidades na vizinhança
O diagrama seguinte representa as localidades num raio de 8 km ao redor de Battle Ground. 